# ذا لاست سونغ (فلم)
ذا لاست سونغ (بالإنجليزية: The Last Song؛ يترجم كـ « الأغنية الأخيرة ») هو فيلم درامي من بطولة مايلي سايرس وويلا هولاند وإخراج جولي آن روبنسون. هذا الفيلم مقتبص عن رواية من نفس الاسم للكاتب نيكولاس سباركس، الكاتب المشهور برواياتة الرومانسية وله عدة روايات تحولت لأفلام ومن هذة الروايات نزهة للذكرى وDear John وعدة روايات ولكن هذة الرواية بين الكاتب بأن الممثلة مايلي طلبت منة أن تلعب الدور بشروط تغير بعض الأحداث من الرواية وقد خاب امل النقاد من الكاتب لأن الحبكة ليست جيدة والبطلة ليست قادرة على توصيل الرسالة بل تحتاج إلى التدريب لهذا السبب الفيلم لم يحقق النجاح المطلوب في الولايات المتحدة وقد أصدر الكاتب اقوالة بأن لم يحدث هذا الفشل في رواياتي ابدا ولكن اقدر شعور طفلتي فهذة تجربة لها كانت وستتفهم النقاد"
القصة تتحدث عن فتاة تعيش مع والدتها التي انفصلت عن والدها وبعد فترة تصبح الفتاة جامحة بسبب عدم اهتمام والدتها لها فتقرر والدتها ارسالها لتعيش مع والدها الذي يعاني من السرطان، وتتعرف الفتاة إلى شاب وتعجب به.

## وصلات خارجية
- مقالات تستعمل روابط فنية بلا صلة مع ويكي بيانات

ثم تحول الفيلم إلى قصة حب حقيقية ليام هيمسورث ومايلي سايروس وقعوا في الحب وتمت خطبتهم في 6 يونيه 2012 وقدم لها ليام خاتم خطوبة مرصع بالالماس بقيمة 250,000 دولار وسيتم زواجهم في 2013 ويقول ليام أنه سرا حتي الآن